# Tonya Hurley
Tonya Hurley (Uniontown, Pennsylvania –) amerikai írónő, forgatókönyvíró, filmrendező, előadóművész és médiaszemélyiség. A sikert a ghostgirl (Szellemlány) sorozat hozta meg a számára, ezen kívül különböző tévésorozatok írójaként és producereként ismert, filmeket és videojátékokat ír és rendez.
Első könyve, a ghostgirl 2008-ban jelent meg, és rögtön a New York Times listájának élére került. A folytatás egy évvel később: ghostgirl: Homecoming. Mindkettő nemzetközi szinten is sikeres lett, és 22 nyelvre lefordították őket. A ghostgirl hangoskönyvként is elérhető, zenéjét Vince Clarke szerezte. A sorozat harmadik kötete ghostgirl Lovesick 2010 júliusában jelent meg.

## Magánélete
Ikertestvére Tracy Vince Clarke zenész felesége.

## Magyarul megjelent művei
- Szellemlány ford.: Győri Dávid:. Bp.: Pongrác Kiadó (2010). ISBN 9789638901309
- Szellemlány - Hazatérés ford.: Győri Dávid:. Bp.: Pongrác Kiadó (2011). ISBN 9789638901316
- Szellemlány - Vágyakozás ford.: Győri Dávid:. Bp.: Pongrác Kiadó (2014). ISBN 9786155131189